# Mariano Moruja
Mariano Moruja (* 23. August 1958) ist ein argentinischer Chordirigent und Musikpädagoge.
Moruja studierte Gitarre und Chorleitung am Conservatorio Municipal de Música Manuel de Falla in Buenos Aires. Zu seinen Lehrern zählten u. a. Rodolfo van der Meulen, Vilma Gorini, Enrique Cipolla, Virtú Maragno, Sergio Hualpa und José Maranzano. Er setzte seine Ausbildung bei Carlos López Puccio fort, besuchte Kurse von Francisco Kröpfl und Robert Shaw und nahm Gesangsunterricht bei Víctor Torres.
Von 1979 bis 1983 leitete er die Grupo Vocal Mastregal. Seit 1988 ist er Leiter der Grupo Vocal de Difusión (GVD), eines auf Musik des 20. Jahrhunderts spezialisierten Ensembles. Mit diesem nahm er zwei Alben auf: eines mit Kompositionen von Robert Louis Pearsall, Darius Milhaud, Herbert Howells und Frank Martin und eines mit argentinischer Volksmusik. 1991 war er Preisträger des Kurses Interpretación de Música Coral beim Musikcamp in Bariloche.
1995 wurde Moruja mit der GVD beim Internationalen Chorwettbewerb in Marktoberdorf mit dem Preis für die beste Interpretation zeitgenössischer Musik ausgezeichnet. Er nahm an Konzertzyklen für zeitgenössische Musik des Teatro Municipal General San Martín und des Centro de Experimentación am Teatro Colón teil und gründete 1996 einen Konzertzyklus mit der GVD an der Kirche San Ildefonso. Mit dem von ihm gegründeten Solistenensemble Diapasón Sur nahm er 2003 an der Uraufführung der Kammeroper Richter von Mario Lorenzo und Esteban Buch am Teatro Colón und in Paris teil. 2009 wurde er mit dem Ehrendiplom der Fundacion Konex als Chorleiter ausgezeichnet.
Von 1983 bis 1985 unterrichtete Moruja Musiksprache, Chorleitung und Musikpädagogik an der  Escuela Municipal de Música de Concepción in Uruguay. Ab 1984 unterrichtete er an der Schauspielschule Río Plateado von Hugo Midón. 1985 wurde er am Conservatorio Superior de Música Manuel de Falla Professor für Chorpraxis, Musiksprache, Instrumentalbegleitung und Stimmerziehung. Im Folgejahr wurde er Professor an der Escuela de Arte Dramático, wo er das Seminar für Musiktheater gründete.
1999 gab Moruja Workshops beim Internationalen Chormusiksymposium in Rotterdam. Zwischen 2003 und 2009 beteiligte er sich an den Projekten Arte Rodante und Escuelas Itinerantes de Música des argentinischen Kultusministeriums. Von 2008 bis 2010 war er Berater der Abteilung Kunsterziehung der Stadt Buenos Aires. Seit 2007 ist er Professor für Chorleitung an der Universidad Nacional de La Plata.